# Mace (catch)
Pour les articles homonymes, voir Mace.
Brennan Marcel Williams (né le 5 février 1991) est un sportif professionnel américain ayant joué au  football américain dans la  National Football League avant de se reconvertir en catcheur (lutteur) sur le  circuit indépendant et participer depuis 2024 au All Elite Wrestling sous le nom de ring Mason Madden (ou Mason D. Madden) dans l'équipe MxM Collection aux côtés de Mansoor.
Auparavant et après avoir joué au football américain universitaire pour les Tar Hells de l'université de Caroline du Nord au sein de la NCAA Division I FBS, Williams a été sélectionné par la franchise des Texans de Houston lors du troisième tour de la draft 2013 de la NFL. Blessé lors de son année rookie, il est libéré et effectue sans succès, des essais chez les Jaguars de Jacksonville et les Patriots de la Nouvelle-Angleterre. Il rejoint ensuite la WWE de 2016 à 2023 sous les noms de ring Dio Maddin (en tant que commentateur), de Mace (dans le clan Retribution) et ma. çé (avec les Maximum Male Models).

## Biographie

### Jeunesse
Williams est né à North Easton (Massachusetts).
Lors de son cursus scolaire à l'école Catholic Memorial (en) de North Easton, il joue dans plusieurs équipes de football américain, comme l'équipe PrepStar High School All-America et l'équipe Super 26 en 2008, une équipe composée d'écoliers sponsorisée par le Boston Globe et le Boston Herald. Il joue dans les compétitions junior et senior. Il est classé huitième meilleur joueur de ligne offensive du pays par SuperPrep All-America, septième meilleur offensive guard du pays par Rivals.com, 15e meilleur joueur de ligne offensive du pays par Scout.com (en) et 35e  meilleur offensive tackle du pays par ESPN.com. Il devient également membre des Rivals 250 et participe au U.S. Army All-American Bowl (en).
Le 15 février 2014, le no 73 attribué à Williams est retiré par la Catholic Memorial School.

### Carrière de footballeur américain

#### Carrière universitaire
Williams reçoit une bourse d'études et intègre l'université de Caroline du Nord à Chapel Hill où il se spécialise en communication. Il y joue pendant quatre saisons au football américain pour l'équipe des Tar Heels de la Caroline du Nord au sein de la NCAA Division I FBS. Au terme de sa saison senior en 2012, il reçoit une mention honorifique de la Atlantic Coast Conference (ACC). Williams se déchire le labrum lors de sa dernière année universitaire.

#### Carrière professionnelle

##### Texans de Houston
Les Texans de Houston sélectionnent Williams en 89e choix global lors du troisième tour de la draft 2013 de la NFL. Il rate sa saison rookie en raison d'une microfracture au genou et est libéré de son contrat le 21 juillet 2014.

##### Jaguars de Jacksonville
Le 20 février 2015, Williams signe un contrat de deux ans avec les Jaguars de Jacksonville où il est considéré comme éventuel remplaçant du titulaire Jeremy Parnell (en) au poste de defensive back. Williams est cependant libéré de son contrat le 29 août 2015.

##### Patriots de la Nouvelle-Angleterre
Le 20 octobre 2015, les Patriots de la Nouvelle-Angleterre engagent Williams dans leur équipe d'entraînement (practice squad) mais le libèrent deux jours plus tard.

### Carrière de catcheur

#### Reality of Wrestling (2016)
Après avoir été libéré de son contrat par les Patriots, Williams retourne à Houston et s'entraîne pour devenir catcheur sous la tutelle de la star de la WWE Booker T. Le 1er février 2016, il fait ses débuts sous le nom de ring Marcellus Black dans la promotion de ce dernier (Reality of Wrestling)[réf. nécessaire].

#### WWE (2016-2023)

##### Premières apparitions (2016-2020)
Le 11 février 2016, Williams participe à un tryout de la WWE au complexe d'entraînement WWE Performance Center situé à Orlando, en Floride. Le 1er août 2016, la WWE annonce officiellement la signature de Williams, qui commence son entraînement au Performance Center le même jour. Il fait ses débuts sur le ring pour la fédération lors d'un live event NXT à Orlando, en Floride, le 30 septembre 2016, en participant à une bataille royale.
En juin 2019, Brennan adopte un nouveau nom de ring : Dio Maddin. Cependant, le 10 septembre 2019, Maddin rejoint l'équipe de commentateurs de 205 Live, en remplacement de Nigel McGuinness. Plus tard dans le mois, la WWE annonce dans le cadre de sa Premiere Week que les équipes de commentateurs seraient modifiées, Maddin devenant analyste pour l'équipe de commentaires de Raw avec Vic Joseph et Jerry Lawler. Son travail de commentateur se termine en novembre 2019, lorsqu'il est renvoyé vers le NXT pour s'entraîner. Sa dernière apparition en tant que commentateur se déroule dans l'édition du 4 novembre 2019 de Raw, où Maddin est attaqué par Brock Lesnar qui exécute un F-5 sur Maddin à travers la table des commentateurs[réf. nécessaire].

##### Retribution (2020-2022)
Dans l'épisode de Raw du 21 septembre 2020, il fait ses débuts dans le roster principal. Maintenant en tant que lutteur, il est révélé comme membre du nouveau clan de malfaiteurs Retribution, sous le nom de ring Mace, avec un masque, une nouvelle tenue et arborant un physique sensiblement plus léger et plus défini. Lors de l'épisode de Raw du 5 octobre, Mustafa Ali s'est révélé comme leader du groupe. À Fastlane le 21 mars 2021, Mace et T-Bar attaquent Ali, dissolvant le clan. Dans l'épisode de Raw du 12 avril, Mace et T-Bar attaquent Drew McIntyre. La semaine suivante à Raw, Mace est finalement démasqué avec T-Bar dans un match par équipe contre McIntyre et Braun Strowman, dans lequel Mace et T-Bar gagnent par disqualification. Plus tard dans une interview, ils confirment leur arrivée dans la course aux titres par équipes. Dans le cadre de la draft 2021 de la WWE, Mace est envoyé à SmackDown tandis que T-Bar reste à Raw, mettant ainsi fin à l'équipe[réf. nécessaire].

##### Maximum Male Models (2022-2023)
Lors de l'épisode de SmackDown du 15 avril 2022, Mace revient dans un segment non diffusé en tant que première acquisition de LA Knight sous son agence de mannequins Knight Model Management. À la suite de l'annonce, Mace bat Erik des Viking Raiders dans un match non télévisé. Lors de l'épisode de SmackDown du 1er juillet, Knight, désormais connu sous le nom de Max Dupri, présente Mace et Mansoor, sous les noms modifiés de ma. çé et mån.sôör, en tant que nouvelle équipe : Maximum Male Models. Maximum Male Models accueille ensuite Maxxine Dupri, la sœur de Max (kayfabe), en tant que manageuse. Maximum Male Models rejoint Raw le 6 février 2023 et reste à Raw après la draft 2023 de la WWE. Après des semaines passées avec Otis de l'Alpha Academy, Maxxine quitte Maximum Male Models pour rejoindre Alpha Academy lors de l'épisode de Raw du 15 mai où elle applaudit Otis et Chad Gable pour avoir éliminé ma. çé et mån.sôör dans une bataille royale déterminant un aspirant numéro un au Championnat Intercontinental. Après des mois d'inactivité, ma.çé et mån.sôör annoncent tous les deux sur X qu'ils n'étaient plus avec la WWE le 21 septembre.

#### Retour à la ROW (2023)
Le 7 décembre 2023, la Reality of Wrestling (ROW) annonce la signature de Williams, qui s'appelle désormais Mason D. Madden. Il fait son retour à la ROW lors de Slamuary, le 13 janvier 2024.

#### Circuit indépendant (2023-2024)
Madden fait une apparition surprise lors de l'enregistrement du 2e anniversaire de la Deadlock Pro-Wrestling (DPW) le 10 décembre 2023, aux côtés de Mansoor au sein de l'équipe MxM,. MxM fait ses débuts sur le ring pour la DPW au DPW Live 4 le 20 janvier 2024[réf. nécessaire].
Le 18 avril 2024, il fait ses débuts dans la fédération ougandaise Soft Ground Wrestling face à Lord White[réf. nécessaire].

## Vie privée
Williams est le fils de Jacquelyn et de l'ancien ailier défensif de la NFL Brent Williams. Il a trois enfants avec sa femme Ciarra. Son frère Cam a joué au poste de linebacker pour Ohio State avant de devenir recruteur pour les Patriots de la Nouvelle-Angleterre. Sa sœur cadette Jaylen, ancienne basketteuse à Penn State, signe avec la WWE du 19 août 2021 au 29 avril 2022,. Williams a grandi en tant que fan de catch, citant Eddie Guerrero et The Great Muta comme certains de ses lutteurs préférés. Il est également fan de jeux vidéo, d'anime et de manga. Son amour pour l'anime fait partie de sa gestuelle de catcheur, avec son attaque au genou en cours d'exécution dénommée Nico Nico Knee, un jeu de mots sur le slogan Nico Nico Nii appartenant au personnage Nico Yazawa de l'anime Love Live !.

## Palmarès
- Pro Wrestling Illustrated
  - Classé 211e parmi les 500 meilleurs catcheurs du PWI 500 en 2021[32]
- WrestleCrap
  - Gooker Award (2020) – as part of Retribution[33]
- Wrestling Observer Newsletter
  - Pire gimmick (2022) Maximum Male Models[34],[35]